# Larimichthys
Larimichthys – rodzaj ryb z rodziny kulbinowatych (Sciaenidae).

## Klasyfikacja
Gatunki zaliczane do tego rodzaju:
- Larimichthys crocea
- Larimichthys pamoides
- Larimichthys polyactis